# Argostemma nutans
Argostemma nutans är en måreväxtart som beskrevs av George King. Argostemma nutans ingår i släktet Argostemma och familjen måreväxter. Inga underarter finns listade i Catalogue of Life.